# Saxifrage granulée
Saxifraga granulata
Espèce
Classification phylogénétique
La Saxifrage granulée ou Saxifrage à bulbilles (Saxifraga granulata) est une espèce de plantes à fleurs de la famille des Saxifragacées. C'est une plante herbacée vivace trouvée en Eurasie et en Afrique du Nord.

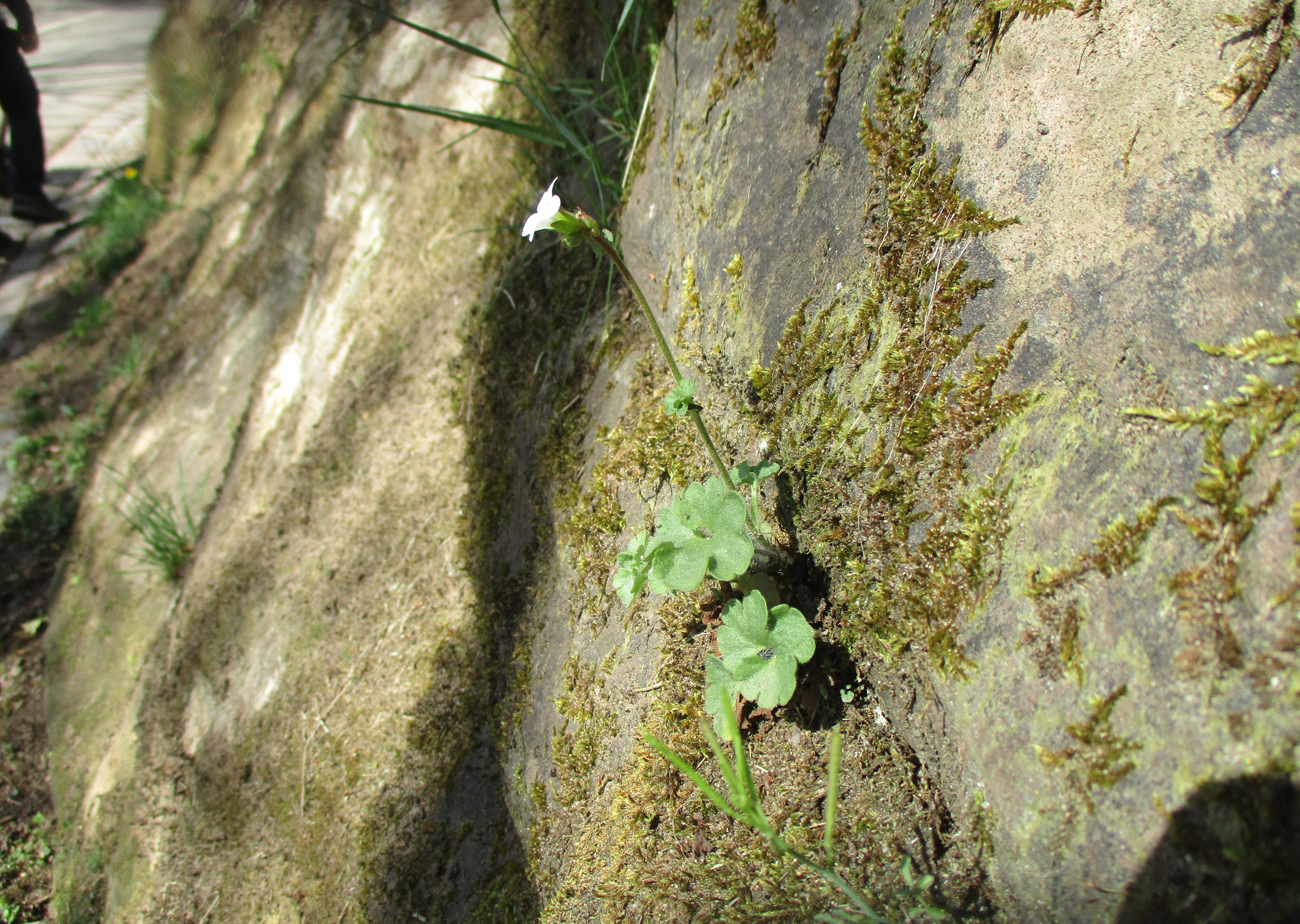
Saxifraga granulata.

## Description
De taille moyenne (20 à 50 cm de haut), elle présente des tiges dressées, pleines, poilues ; les feuilles sont assez épaisses, celles de la base arrondies, à long pétiole, celles de la tige (caulinaires) peu nombreuses, palmées (à trois ou cinq lobes), au pétiole court. Les cinq pétales des fleurs sont blancs, égaux, libres, avec l'extrémité arrondie.

### Caractéristiques
Organes reproducteurs
- Couleur dominante des fleurs : blanc
- Période de floraison : mai-juillet
- Inflorescence : racème simple
- Sexualité : hermaphrodite
- Pollinisation : entomogame

Graine
- Fruit : capsule
- Dissémination : barochore

## Habitat
Prairies, talus herbeux, plus rarement bois frais.
- Habitat type : pelouses basophiles médioeuropéennes occidentales, mésohydriques, sabulicoles

## Répartition
Eurasie : Europe (sauf sud-est), et Afrique du Nord.
- Aire de répartition : eurasiatique

Données d'après : Julve, Ph., 1998 ff. - Baseflor. Index botanique, écologique et chorologique de la flore de France. Version : 23 avril 2004.